# Andreas Matzbacher
Andreas Matzbacher (7. januar 1982 – 24. december 2007) var en østrigsk professionel cykelrytter, som cyklede for det professionelle cykelhold Team Volksbank.
Andreas Matzbacher døde den 24. december 2007 da han mistede herredømmet over sin bil på motorvejen, og kørte ind i et motorvejsskilt. Andreas Matzbacher fik store kvæstelser i hovedet, og efter flere genoplivningsforsøg kunne den tilstedeværende læge ikke redde ham. 